# 弗利彭 (喬治亞州)
弗利彭（英語：Flippen）是位於美國喬治亞州亨利縣的一個非建制地區。該地的面積和人口皆未知。

## 地理
弗利彭的座標為33°28′59″N 84°11′15″W / 33.48306°N 84.18750°W，而該地的平均海拔高度為262米（即860英尺）。